# ラミーロ・モシェン・ベネッティ
ラミーロ（Ramiro）ことラミーロ・モシェン・ベネッテイ（ポルトガル語: Ramiro Moschen Benetti、1993年5月22日 - ）は、ブラジルとイタリアのサッカー選手。ポジションはMFもしくはDF。

## クラブ歴
ECジュベントゥージの下部組織からトップチームに昇格し、2011年2月13日にカンピオナート・ガウショでプロ初出場。初得点は3月30日のグレミオFBPA戦であった。
2012年12月にジュベントゥージとグレミオFBPAの間でパートナーシップが締結されたのもあり、グレミオFBPAに移籍。2013年1月20日に移籍後初出場を飾った。6月1日にカンピオナート・ブラジレイロ・セリエA初出場、この試合ではアドリアーノとの交代で途中出場し29分の出場であった。
2018年12月13日、SCコリンチャンス・パウリスタに移籍。

## エピソード
2014年4月に行われたインタビューで、小さい頃からグレミオFBPAのサポーターであった事を明かした。また、コパ・リベルタドーレスでグレミオの選手として戦う事が夢であった事も語ったが、これは2013年に叶っている。なおその後、2017年に同杯を制した。

## タイトル
ジュベントゥージ
- コパFGF: 2011, 2012

グレミオFBPA
- コパ・ド・ブラジル: 2016
- コパ・リベルタドーレス: 2017
- レコパ・スダメリカーナ: 2018
- カンピオナート・ガウショ: 2018

コリンチャンス
- カンピオナート・パウリスタ: 2019